# البنك الوطني الإثيوبي

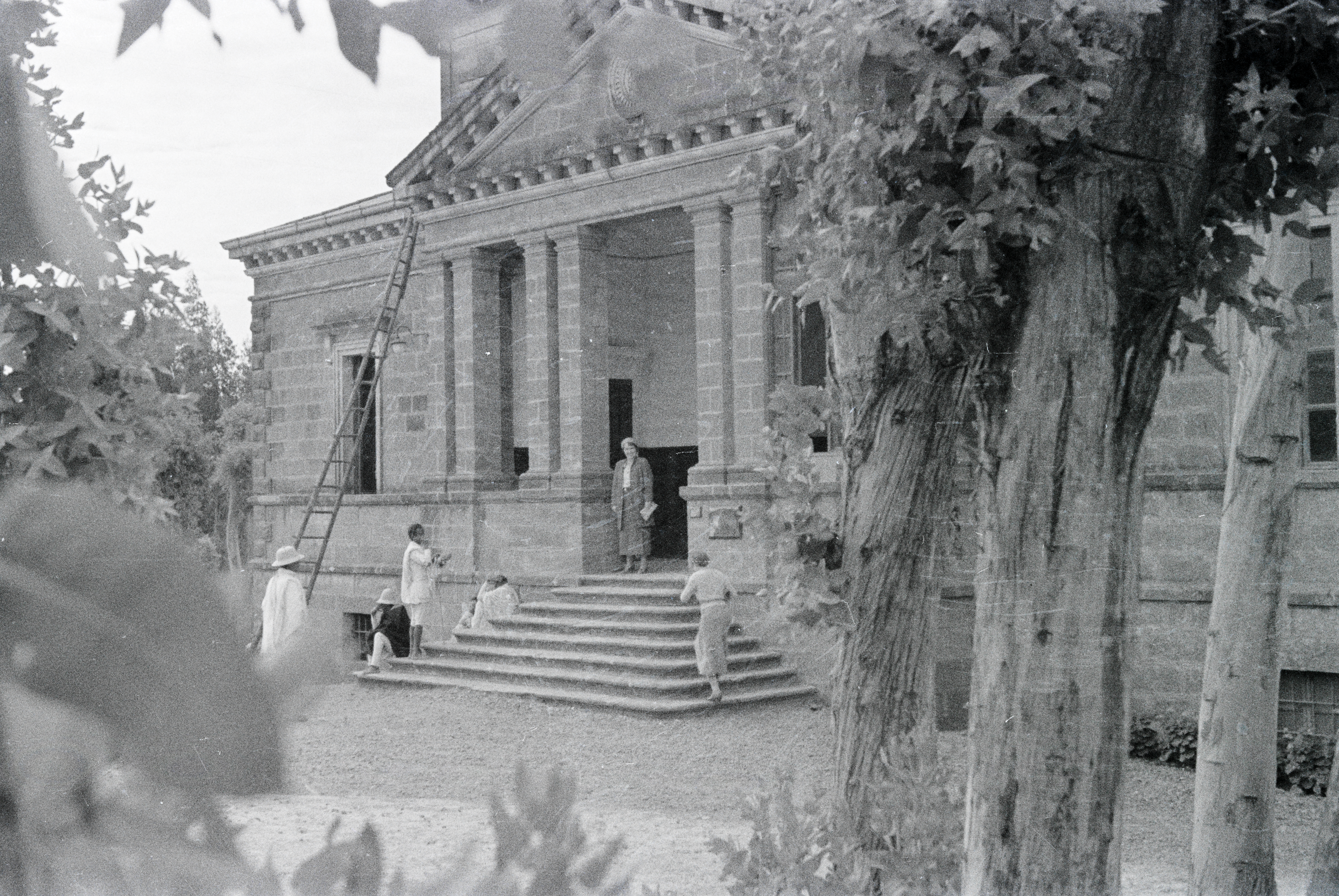
بنك إثيوبيا (1934)

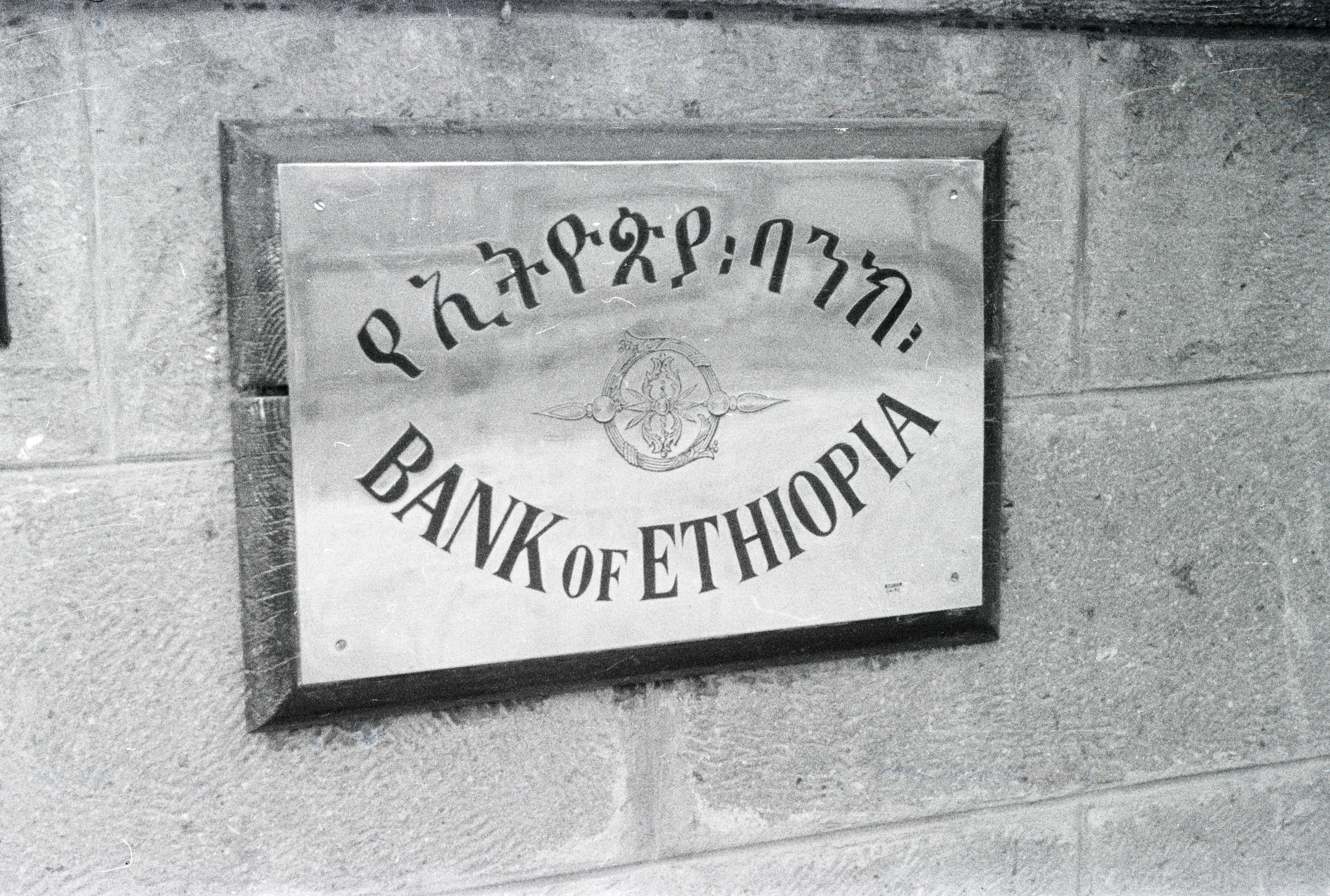
1934

البنك الوطني الإثيوبي هو البنك المركزي لإثيوبيا. مقره في العاصمة أديس أبابا. ينشط البنك في تعزيز سياسة الشمول المالي وهو عضو في التحالف من أجل التضمين المالي (AFI) .

## الشمول المالي
يعد بنك إثيوبيا الوطني واحدًا من المؤسسات التنظيمية الأصلية البالغ عددها 17 مؤسسة التي تقدم التزامات وطنية محددة بالإدماج المالي بموجب إعلان مايا الصادر عن تحالف الإدماج المالي .

### قائمة المراجع
- Mauri، Arnaldo (ديسمبر 2003). "The Early Development of Banking in Ethiopia". RISEC: International Review of Economics and Business. ج. 50 ع. 4: 521–543. See also a WP of the same author on this topic
- Mauri، Arnaldo (30 سبتمبر 2009). "The Re-Establishment of the National Monetary and Banking System in Ethiopia, 1941-1963". The South African Journal of Economic History. Rochester, NY. ج. 24 ع. 2: 82–130. مؤرشف من الأصل في 2019-12-11.
- Mauri, Arnaldo (18 May 2010). "Monetary Developments and Decolonization in Ethiopia". Acta Universitatis Danubius. Œconomica (بالإنجليزية). 6 (1): 5–16. Archived from the original on 2018-04-18.
- Mauri, Arnaldo (26 Dec 2010). "The Short Life of the Bank of Ethiopia". Acta Universitatis Danubius. Œconomica (بالإنجليزية). 6 (4): 104–116. Archived from the original on 2019-05-21.
- Shinn, David H.; Ofcansky, Thomas P. (11 Apr 2013). Historical Dictionary of Ethiopia (بالإنجليزية). Scarecrow Press. ISBN:9780810874572. Archived from the original on 2020-01-27.

## روابط خارجية
الموقع الرسمي